# Nieostrość
Nieostrość nazw polega na tym, że mimo zapoznania się z cechami danych przedmiotów, nie o każdym potrafi się orzec, czy jest on, czy nie jest desygnatem określonej nazwy.

## Nieostrość nazw
Daną nazwę nazwie się nieostrą, jeżeli zwyczaj językowy ustala, że pewne przedmioty są jej desygnatami, ale nie ustala, czy są to jej wszystkie desygnaty, bądź też, że pewne przedmioty nie są jej desygnatami, ale nie przesądza, czy są to wszystkie przedmioty niebędące jej desygnatami.

### Przykład
- Osoba o wzroście 250 cm jest, bez wątpienia, desygnatem nazwy „wysoki człowiek”. Zwyczaj językowy nie przesądza jednak o tym, czy „wysokim” jest również człowiek o wzroście 175 cm: jednym osoba taka wyda się wysoka, podczas gdy inni orzekną o jej wzroście, że jest raczej „średni”.
- Karta z wynikami badań, przekazana lekarzowi przez pacjenta w czasie wizyty, nie jest raczej desygnatem nazwy „łapówka”. To, czy desygnatem tej nazwy jest – w przedstawionej sytuacji – bukiet kwiatów, jest już natomiast kwestią problematyczną.

## Nieostrość wyrażeń innych niż nazwy
W literaturze przedmiotu rozważa się również kwestię nieostrości predykatów (np. „kocha”, „obraża”, „umie”, „jest wysoki”), zdań (np. „To jest wysoki człowiek”), a nawet spójników. Według Bertranda Russela, nieostrość jest własnością prawie wszystkich wyrażeń języka naturalnego. 

## Nieostrość a logika
Klasycznym rachunkiem zdań rządzi zasada dwuwartościowości logicznej – zdaniu może przysługiwać wyłącznie jedna wartość logiczna: prawda lub fałsz. Jeżeli pragnie się zachować tę zasadę pozostając w zgodzie ze zwyczajem językowym, zdania takie, jak „Osoba o wzroście 175 cm jest wysoka.” trzeba uznać za nierozstrzygalne. Pewnego rodzaju rozwiązaniem powyższego problemu jest analiza zdań nieostrych na gruncie semantyki luk prawdziwościowych (semantyki superwaluacyjnej), oraz logik wielowartościowych (w szczególności: trójwartościowej logiki Kleenego oraz nieskończenie wielowartościowej logiki Łukasiewicza).
Formalnej aparatury, służącej reprezentacji znaczeń wyrażeń nieostrych, dostarcza także teoria zbiorów rozmytych.